# Annona glabra
Annona glabra L. – gatunek rośliny z rodziny flaszowcowatych (Annonaceae Juss.). Występuje naturalnie w klimacie równikowym i podzwrotnikowym obu Ameryk (na obszarze od południowej części Florydy aż po Brazylię) i Afryki (w Gambii, Senegalu, Gwinei, Liberii, Wybrzeżu Kości Słoniowej, Ghanie oraz w południowej części Nigerii). Ponadto gatunek ten został naturalizowany w wielu innych rejonach świata. 

## Morfologia

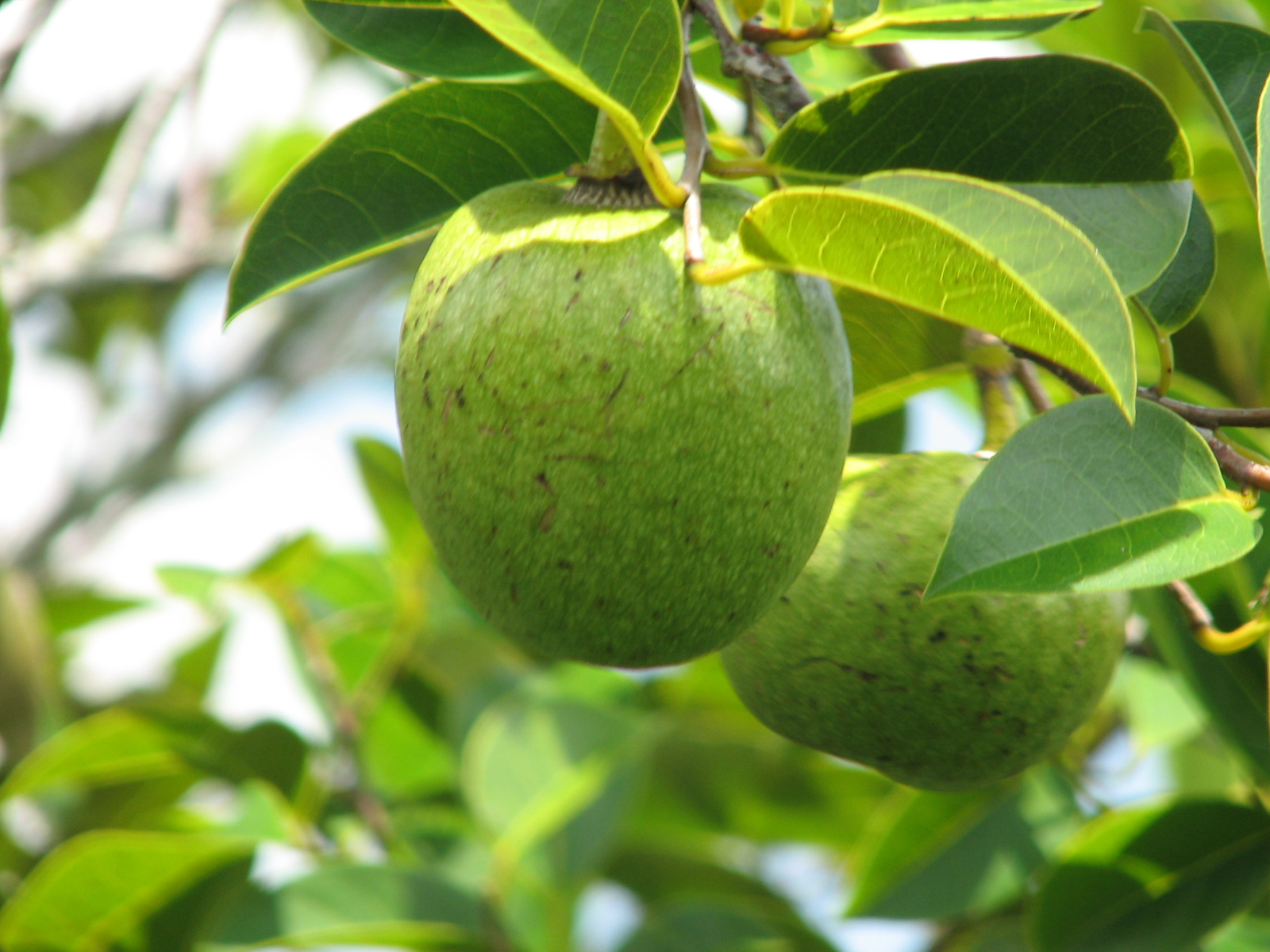
Owoce

PokrójZimozielone drzewo dorastające do 12 m wysokości. Gałęzie są nagie.
LiścieMają kształt od owalnego do eliptycznego lub podłużnego. Mierzą 6–20 cm długości oraz 3–8 cm szerokości. Nasada liścia jest zaokrąglona lub rozwarta. Wierzchołek jest ostry lub tępy. Ogonek liściowy jest nagi i dorasta do 8–25 mm długości.
KwiatySą pojedyncze. Rozwijają się w kątach pędów lub na ich szczytach. Działki kielicha mają owalny kształt i dorastają do 3–4 mm długości. Płatki mają owalny kształt. Osiągają do 15–30 mm długości. Płatki wewnętrzne są większe od zewnętrznych. Zewnętrzne mają zółtozielonkawą barwę z karminowymi plamkami od zewnętrznej strony oraz u podstawy, natomiast wewnętrzne są żółte od wewnątrz i karminowe od zewnątrz. Kwiaty mają od jednego do trzech słupków.
OwoceTworzą owoc zbiorowy. Mają jajowaty kształt z zaokrąglonym wierzchołkiem. Powierzchnia jest gładka. Osiągają 5–12 cm długości oraz 5–8 cm średnicy. Dojrzałe mają barwę od żółtej do pomarańczowej.

## Biologia i ekologia
Kwitnie od maja do czerwca, natomiast owoce pojawiają się od lipca do sierpnia.